# Бобровская, Соломия Анатольевна
Соломия Анатольевна Бобровская (укр. Соломія Анатоліївна Бобровська; род. 20 декабря 1989, Ровно) — украинский политик и общественный деятель. Народный депутат Украины IX созыва (с 2019 года). Член партии «Голос». Исполняющая обязанности Председателя Одесской областной государственной администрации (2016—2017).
С 6 октября 2022 года член парламентского комитета по вопросам национальной безопасности, обороны и разведки.

## Биография
Родилась 20 декабря 1989 года в Ровно. Отец — Анатолий Леонидович Бобровский, профессор Ровенского государственного гуманитарного университета и депутат Тернопольского городского совета VI созыва от фракции ВО «Свобода».
В 2002 году Бобровская вступила в «Пласт», где позднее организовала женское объединение. С 2005 по 2007 год училась в Региональном информационно-компьютерном центре Ровенской ОГА. Выпускница философского факультета Львовского национального университета имени Ивана Франко (2012). Позднее училась в аспирантуре ЛНУ. Прошла обучение в Институте общественного лидерства.
В 2009 года стала членом Фонда региональных инициатив. В 2010 году стажировалась в офисе депутата Либеральной партии Канады Эндрю Каниа в рамках канадско-украинской парламентской программы. Также прошла стажировку в Женском совете государственной администрации штата Массачусетс. Прошла курсы оператора беспилотного аппарата в 2014 году. Участница движения «Честно». Соучредитель общественных инициатив «Евромайдан SOS» и «Помощь пограничникам». Возглавляла общественную организацию «Украинская основа». Являлась помощником вице-премьера Вячеслава Кириленко. Входила в состав Центра политико-правовых исследований.
С 2012 по 2014 год на общественных началах являлась помощником народного депутата Верховной рады Украины VII созыва от партии «Свобода» Александра Сыча. В 2014 году, после того как Сыч стал вице-премьером Украины по гуманитарным вопросам, Бобровская стала его советником. С января по июнь 2015 года являлась координатором проектов общественной организации «Центр гражданских свобод» в Киеве.
В октябре 2015 года назначена советником главы Одесской областной государственной администрации Михаила Саакашвили. С апреля 2016 года по январь 2017 года — заместитель главы Одесской ОГА Михаила Саакашвили. После отставки Саакашвили, Бобровская 9 октября 2016 года стала исполняющей обязанностей главы Одесской ОГА, оставаясь в этой должности до 12 января 2017 года. 26-летняя Бобровская на тот момент времени стала самым молодым руководителем облгосадминистрации на Украине.
В 2018 году присоединилась к команде Анатолия Гриценко.
На досрочных парламентских выборах 2019 года была избрана по списку партии «Голос». В Верховной раде стала секретарём комитета по вопросам внешней политики и межпарламентского сотрудничества и членом постоянной делегации в Парламентской ассамблее НАТО. В октябре 2019 года присоединилась к межфракционному объединению «Кубань». В декабре 2019 года вошла в межфракционное объединение «Гуманная страна», созданного с целью защиты животных. Во время местных выборов 2020 года курировала кампанию партии «Голос» в Ровенской области. 3 июля 2020 года вошла в межфракционное объединение «За демократическую Белоруссию».
7 декабря 2020 года включена в список украинских физических лиц, против которых российским правительством введены санкции.
Участвовала в акции в поддержку Сергея Стерненко.

## О мобилизации в Украине
Washington Post) 4 марта 2024 года выпустила статью о возникших разногласиях в Украинском парламенте и в обществе из-за решений В. А. Зеленского в достижении политического консенсуса относительно мобилизационной стратегии.
Длительные предупреждения о нехватке квалифицированных войск на фронте вызывают дополнительные вопросы в решении данного вопроса.
Ситуация, касающаяся мобилизации и определения наилучших методов увеличения численности армии, вынудила администрацию президента столкнуться с определёнными трудностями за время своего правления. Существующие неопределенности в решении проблемы недостатка военных ресурсов стали вызовом так и для украинского общества в целом, о чём выразилась депутат Соломия Бобровская:

«Я не знаю, почему Зеленский или его команда до сих пор пытаются убедить общество, что всё всегда хорошо? ... Это не так, особенно с армией.»
В законопроект о мобилизации было внесено более 4000 поправок, что стало объектом обсуждения среди законодателей и общественности. Эта мера трактуется как попытка переложить ответственность на парламент за возможно непопулярные решения, о чем заявила Соломия:

«Пришло время начать взрослый разговор с обществом и не бояться его. ... Сейчас не 2022 год, когда эмоции взяли верх.»
Бобровская выступила в поддержку предложенных изменений, направленных на обеспечение демобилизации военнослужащих с длительным сроком службы на передовых позициях:

«...единственный способ вернуться — это ранить или убить. ... Война — это математика ... Мы должны подсчитать наши ресурсы.»

## Награды и звания
- Медаль УПЦ КП «За жертвенность и любовь к Украине» (2015)[2].
- Мемориальная медаль «Защитник Родины» (ДППСУ, 2016).
- Крест Святого Николаса (Николаевский областной совет, 2017).
- Топ 30 лет до 30 по KYIVPOST.[16]